# Límoja
Límoja (en rus: Лиможа) és un poble de l'óblast de Leningrad, a Rússia, que el 2017 tenia 55 habitants.